# Джаяварман VIII
Джаяварман VIII (кхмер. ជយវម៌្មទី៨) — император Кхмерской империи (1243—1295).

## Биография
Джаяварман VIII был сыном Индравармана II.
Именно в период его правления монгольские орды Хубилая ворвались в Малакку, чудом обойдя Камбоджу.
Во время его правления возникло первое тайское княжество Сукхотай во главе с могущественным правителем Рамакхамхаенгом Великим.
В 1295 году Джаяварман VIII был вынужден отречься от престола в пользу своего зятя Шриндравармана. Причиной стало предательства дочери Джаявармана VIII, которая вручила своему мужу священный меч (символ государства).
Его посмертное имя было Парамешварапада.